# Чиривеља
Чиривеља (шп. Chirivella) град је у Шпанији у аутономној заједници Валенсијанска Заједница у покрајини Валенсија. Према процени из 2017. у граду је живело 28 771 становника.

## Становништво
Према процени, у граду је 2017. живело 28 771 становника.
| 2017.  |
| ------ |
| 28.771 |